# Zwartvlekkaartmot
De zwartvlekkaartmot (Agonopterix propinquella) is een nachtvlinder uit de familie Oecophoridae, de sikkelmotten.
De spanwijdte varieert van 16 tot 19 millimeter.